# Miro à face blanche
Tregellasia leucops
Espèce
Statut de conservation UICN

 LC  : Préoccupation mineure
Le Miro à face blanche (Tregellasia leucops) est une espèce de passereaux de la famille des Petroicidae.

## Répartition
péninsule du cap York, chaîne Centrale (Nouvelle-Guinée).

## Habitat
Il habite les forêts humides tropicales et subtropicales en plaine et les montagnes humides tropicales et subtropicales.